# Parafia św. Brata Alberta w Ustroniu
Parafia św. Brata Alberta – rzymskokatolicka parafia znajdująca się w Ustroniu, dzielnicy Zawodzie. Należy do dekanatu Wisła diecezji bielsko-żywieckiej. Obszar parafii w 2005 r. zamieszkiwało ok. 550 katolików, jednak służy ona również miejscowym kuracjuszom.
W 1994 r. poświęcono tu kaplicę pw. św. Brata Alberta, podczas gdy obok budowano nową świątynię. W 1995 r. biskup Tadeusz Rakoczy ustanowił ośrodek duszpasterski obejmujący leżącą na wschód od rzeki Wisły część parafii św. Klemensa w Ustroniu. W 2000 r. ośrodek duszpasterski został podniesiony do rangi samodzielnej parafii.